# Декартів лист

Декартів лист

Дека́ртів листок — плоска крива третього порядку, що  в прямокутній системі описується рівнянням:
{\displaystyle \textstyle x^{3}+y^{3}=3axy}.
Параметр {\displaystyle 3a} визначається як діагональ квадрата, сторона якого дорівнює найбільшій хорді петлі.

## Історична довідка
Вперше в історії математики крива, що пізніше отримала назву «декартів листок», визначена у листі Декарта до Ферма у 1638 році як крива, для якої сума об'ємів кубів, побудованих на абсцисі і ординаті кожної точки, дорівнює об'єму паралелепіпеда, побудованого на абсцисі, ординаті і деякій сталій. Форма кривої встановлюється вперше Жилем Робервалем, котрий знайшов вузлову точку кривої, однак у його подачі крива складається лише з петлі. Побудувавши цю криву у чотирьох квадрантах, він отримав фігуру, що нагадує квітку з чотирма пелюстками. Однак, назва кривої «пелюстка жасмину» (фр. fleur de jasmin) не закріпилась. Повну форму кривої з наявністю асимптоти було визначено пізніше (1692) Гюйгенсом і Йоганном Бернуллі. Назва «декартів листок» стала вживатись лише з початку 18 століття на пропозицію д'Аламбера.

## Рівняння
- В прямокутній системі за визначенням:

{\displaystyle \textstyle x^{3}+y^{3}=3axy}
- В полярній системі:

{\displaystyle \rho ={\frac {3a\cos \varphi \sin \varphi }{\cos ^{3}\varphi +\sin ^{3}\varphi }}}.
- Параметричне рівняння в прямокутній системі за умови {\displaystyle y=tx} запишеться у вигляді:

{\displaystyle {\begin{cases}x={\frac {3at}{1+t^{3}}}\\y={\frac {3at^{2}}{1+t^{3}}}\end{cases}}}, де {\displaystyle t=\operatorname {tg} \varphi }.
Часто розглядають повернуту на 135° криву. Її рівняння мають такий вигляд:
- В прямокутній системі:

{\displaystyle y=\pm x{\sqrt {\frac {l+x}{l-3x}}}}, де  {\displaystyle l={\frac {3a}{\sqrt {2}}}}
- У параметричній формі:

{\displaystyle x=l{\frac {t^{2}-1}{3t^{2}+1}},\ y=l{\frac {t(t^{2}-1)}{3t^{2}+1}}}
- В полярних координатах:

{\displaystyle \rho ={\frac {l\left(\sin ^{2}\varphi -\cos ^{2}\varphi \right)}{\cos \varphi \left(\cos ^{2}\varphi +3\sin ^{2}\varphi \right)}}}

## Властивості
- Пряма {\displaystyle OA} — вісь симетрії, її рівняння: {\displaystyle y=x}.
- Точка A називається вершиною, її координати {\displaystyle \left({\frac {3a}{2}},{\frac {3a}{2}}\right)}.
- Для обох гілок існує асимптота {\displaystyle UV}, її рівняння: {\displaystyle x+y+a=0}.
- Площа області між дугами {\displaystyle ACO} і {\displaystyle ABO} {\displaystyle \textstyle S_{1}={\frac {l^{2}}{3}}={\frac {3}{2}}a^{2}}.
- Площа області між асимптотою і кривою дорівнює площі петлі {\displaystyle \textstyle S_{2}=S_{1}={\frac {3}{2}}a^{2}}.
- Об'єм тіла, утвореного при обертанні дуги {\displaystyle ACO} навколо осі абсцис {\displaystyle \textstyle V_{1}={\frac {\pi l^{3}}{27}}\left(\ln {4}-1\right)}.

## Використання
Відому популярність для вибору траєкторій руху обробного інструменту при високошвидкісному фрезеруванні (HSM) набули траєкторії типу «петля». Застосування такої стратегії при обході особливих точок в контурному фрезеруванні вимагає її трансформації у криві, які можуть виконувати спряження. І тут часто використовується траєкторія у формі декартового листка.